# Димитрије Станковић
Dimitrije „Dmitri” Stanković (Vranje, 13. mart 1990) poznatiji kao „Dirty Boy“ je tekstopisac i srpski hip hop izvođač.

## Biografija

### Grupa
Muzikom je počeo da se bavi 2003. godine, kada je i napisao svoju prvu strofu. Prve ozbiljnije rezultate postiže 2006. godine sa demo grupom Zero Five Crew, sa kojom je uradio nekoliko demo albuma, spotova i nekoliko nastupa na lokalnom nivou.

### Solo karijera
Zbog želje da započne solo karijeru 2009. godine napušta grupu. U razmaku između 2003. i 2009. godine snimio je dva demo albuma, King is Back i Otrov. 2009. godine pojavilo se i njegovo prvo književno delo u elektronskom izdanju: „Dnevnik usamljenog dečaka“.

### Veliki Brat
Prva velika zapažanja od strane široke javnosti dobija 2009. godine u popularnom rijaliti šou Veliki brat, kada se našao u finalu za ulazak u kuću među trojicom potencijalnih učesnika izabranih preko društvene mreže „Fejsbuk“ i SMS poruka. Dimitrije je osvojio drugo mesto i nije uspeo da uđe u kuću.

### JIL MUSIC
Početkom 2013. godine započinje saradnju sa producentom i didžejem Mlađanom Milanovićem, poznatijem kao DJ MlaDJa, i ubrzo nakon toga postaje član njegove muzičke kuće „JIL MUSIC“. Juna 2013. godine snima svoju prvu duetsku pesmu „Noći jadranske“ u saradnji sa pevačicom Milenom Ćeranić i DJ Mlađom. Pesmu potpisuje „JIL MUSIC“.